# Église Saint-Éloi de Lezennes
L’église Saint-Éloi est une église située place de la République, dans le centre de Lezennes (Nord).
Elle fait partie de la paroisse Sainte-Thérèse de l'Enfant-Jésus du doyenné de Lille de l'archidiocèse de Lille. Cette paroisse regroupe les lieux de cultes d'Hellemmes et de Lezennes.

## Historique
L'église primitive date du XIIe siècle. Il n'en reste plus aujourd'hui qu'une fenêtre romane située dans l’abside. Le clocher date quant à lui de 1504, année de début de sa construction. Le reste de l'église a été détruit pendant la Révolution. La nef, le chœur et les chapelles ont été reconstruits entre 1833 et 1845.

## Architecture et mobilier
Le clocher est construit en pierre de Lezennes.

## Utilisation
L'église Saint-Éloi accueille, depuis 2006, des fidèles orthodoxes roumains (dimanches et jours de fête).